# Lotniskowce typu Clemenceau
Lotniskowce typu Clemenceau – francuskie lotniskowce w służbie Marine nationale od 1961 do końca lat 90. Były to pierwsze lotniskowce zbudowane we Francji po II wojnie światowej, zastąpiły dwa amerykańskie lekkie lotniskowce typu Independence (trzeciego „Arromanchesa” typu Colossus używano jako śmigłowcowca do 1974). Do roli myśliwca obrony floty w 1963 zakupiono w USA 36 F-8E(FN) i 6 TF-8E. W czasie służby okręty brały udział w operacjach pokojowych w Libanie, Zatoce Perskiej i byłej Jugosławii. Pierwszy wycofany po 36 latach służby Clemenceau został zezłomowany, po skandalach związanych z jego szkodliwością dla środowiska dopiero w 2010, lotniskowiec Foch w 2000 roku sprzedano Brazylii, gdzie służył jako São Paulo. Okręty zostały zastąpione, z 5-letnim opóźnieniem w stosunku do planów przez tylko jeden „Charles de Gaulle” (kosz ok. 3 mld euro), drugi większy lotniskowiec pozostaje w odległych czasowo planach.

## Historia
Francja w okresie międzywojennym nie przykładała większej wagi do rozwoju lotniskowców, budując w latach 20. tylko jeden okręt tej klasy „Béarn”. Częściowo było to usprawiedliwione posiadaniem stosunkowo bliskich kolonii w Afryce Północnej, gdzie mogło bazować lotnictwo. Tuż przed II wojną światową rozpoczęto budowę nowego lotniskowca „Joffre”, lecz go nie ukończono na skutek wojny. Dopiero po wojnie doceniono istotną rolę pełnioną przez lotniskowce w wojnie morskiej, zwłaszcza w związku z koniecznością prowadzenia walk w Indochinach, i wydzierżawiono brytyjski lotniskowiec eskortowy „Dixmude” i lotniskowiec „Arromanches”. Podjęto również w 1947 roku decyzję o budowie własnego lotniskowca według ulepszonego projektu przedwojennego „Joffre”, oznaczonego jako typ PA 28 (Porte-Avions 28, lotniskowiec 28). Miał on mieć wyporność standardową 15 700 ton, długość 230 m i zabierać 49 samolotów. Z powodu powojennych trudności ekonomicznych, do zamówienia okrętu, dla którego przewidywano nazwę „Clemenceau”, nie doszło i w 1950 roku program anulowano. Wydzierżawiono zamiast tego w latach 50. dwa lotniskowce lekkie wojennej budowy od USA.
W miarę odbudowy gospodarki Francji, powrócono do planu budowy nowoczesnego lotniskowca własnej konstrukcji. Budowę dwóch jednostek „Clemenceau” i „Foch” zaplanowano w budżecie na 1953 i 1955 rok. Projekt pierwszego z nich  oznaczono jako PA 54, a drugiego PA 54. Pierwszy okręt zamówiono 24 maja 1954 roku, a stępkę położono w listopadzie 1955 roku w stoczni Marynarki (Arsenale) w Breście. Wodowano go 21 grudnia 1957 roku, a wcielono do służby w 1961 roku. Stępkę pod budowę drugiego okrętu położono w lutym 1957 roku w stoczni w Saint-Nazaire, a wcielono go do służby w 1963 roku.

## Opis
Lotniskowce typu Clemenceau miały klasyczną konstrukcję, z płaskim pokładem lotniczym na całej długości, nadbudówką wyspową na prawej burcie, dwoma katapultami i zespołem lin hamujących (system CATOBAR). Zgodnie z nowymi tendencjami po II wojnie światowej zastosowano w nich pokład do lądowania odchylony pod kątem 8° w lewo od osi podłużnej. Pod względem konstrukcyjnym widoczne były wpływy brytyjskie, m.in. zabudowany dziób i trójkątna rufa pawężowa. 
Wyporność standardowa wynosiła początkowo 22 000 ts, a wyporność normalna (średnia) 27 307 ts.  Wyporność pełna była podawana na 30 000 ts, następnie 31 000 ts, a pod koniec służby na 32 780 ts dla „Clemenceau” i 32 185 ts dla „Focha”. Okręty mają długość całkowitą 265 m, przy czym pokład lotniczy ma długość 257 m. Szerokość kadłuba na linii wodnej pierwotnie wynosiła 29,3 m, lecz po dodaniu tzw. „bąbli” dla polepszenia stateczności (na „Focha” w trakcie budowy, na „Clemenceau” od 1966 roku) wzrosła do 31,72 m. Szerokość maksymalna po pokładzie lotniczym wynosiła 51,2 m. Powierzchnia pokładu lotniczego wynosiła 8800 m². Szerokość dostępna dla operacji lotniczych była mniejsza i wynosiła 35 m w rejonie nadbudówki, a skośny pokład miał wymiary 165,5 × 29,5 m. Dziobowa część pokładu lotniczego miała wymiary 93 × 28 m. 
Pojedyncza wyspowa nadbudówka średniej wielkości z wbudowanym kominem została umieszczona typowo na prawym skraju pokładu na śródokręciu. Jej forma jest podobna do nadbudówek amerykańskich lotniskowców typu Essex modernizowanych po wojnie według standardu SCB-27. Zawiera trzy przeszklone pomosty: flagowy, nawigacyjny i lotniczy. 
Okręty wyposażono w dwie katapulty parowe produkcji brytyjskiej Mitchell-Brown typu BS5 o długości 50 m (podawane też są długości 51,8 m lub 54 m). Mogą wystrzeliwać samoloty o masie 15-20 ton z prędkością 203,7 km/h (z uwzględnieniem ruchu okrętu, 259,3 km/h). Jedna katapulta jest na dziobowym pokładzie lotniczym, po lewej stronie od osi symetrii, a druga na pokładzie skośnym. W pierwotnym projekcie obie katapulty miały znajdować się na dziobie, lecz dzięki usunięciu stamtąd prawej katapulty jest tam miejsce do parkowania samolotów.

## Okręty
| „Clemenceau” (R 98) - Położenie stępki: listopad 1955 - Wodowanie: 21 grudnia 1957 - Użytkownik: Marine nationale - Wejście do służby: 22 listopada 1961 - Wyposażenie lotnicze: 8 × F-8E(FN) Crusader, 16 × Super Étendard (od 1978), · 3 × ÉtendardIVP, 7 × BR-1050 Alizé, 2 × AS-365F Dauphin, 2 × SA-321G Super-Frelon - Wycofanie ze służby: 1 października 1997 - Los: zezłomowany w 2010 |
| „Foch” (R 99) - Położenie stępki: 15 listopada 1957 - Wodowanie: 23 lipca 1960 - Użytkownik: Marine nationale - Wejście do służby: 15 lipca 1963 - Wycofanie ze służby: 15 listopada 2000 - Los: sprzedany Brazylii - Użytkownik: Marinha do Brasil, jako NAe São Paulo (A12) - Wejście do służby: 15 listopada 2000 - Wyposażenie lotnicze: 12 × A-4KU (AF-1M/MA) Skyhawk, 2 × C-1 Trader, śmigłowce: · SH-3A/B Sea King, AS532 Cougar, AS355 Ecureuil, w przyszłości KC-2 Turbo Trader - Wycofanie ze służby: 14 lutego 2017 - Los: celowo zatopiony na wodach strefy ekonomicznej Brazylii na Atlantyku |